# Hãn Châu
Hãn Châu (tiếng Trung: 忻州市; bính âm: Xīnzhōu Shì), âm Hán Việt: Hãn Châu thị, là một địa cấp thị nằm ở phía bắc tỉnh Sơn Tây, Trung Quốc. Hãn Châu có diện tích 25.180 km², trong đó diện tích khu vực đô thị là 1.982 km², dân số năm 2020 là 3.067.501 người, mật độ dân số đạt 120 người/km². Dân số thành thị 578.000 người, dân số phi nông nghiệp thành thị là 302.500 người.

## Lịch sử
Địa cấp thị Hãn Châu thời Xuân Thu thuộc về lãnh thổ nước Tấn, thời Chiến Quốc thuộc về nước Triệu. Thời kỳ Tần–Hán thuộc ba quận Thái Nguyên, Nhạn Môn, Thái Bình. Thời kỳ nhà Tùy là 2 quận Tân Hưng, Nhạn Môn. Thời Đường, Ngũ đại, Tống là 2 quận Hãn Châu, Nhạn Môn.
Thời thuộc Kim, Nguyên, Minh, Thanh là 3 châu Hãn, Đại, Bảo Đức.
Thời kỳ đầu của Trung Hoa dân quốc thuộc về đạo Nhạn Môn đạo, sau chia làm đệ nhất, đệ nhị chuyên viên công thự thuộc Sơn Tây.
Sau năm 1949 là Hãn huyện chuyên khu. Năm 1958 cùng Nhạn Bắc chuyên khu hợp thành Tấn Bắc chuyên khu. Năm 1961 phục hồi Hãn huyện chuyên khu. Năm 1970 đổi chuyên khu thành địa khu, năm 1978 đổi địa khu thành hành chánh công thự. Ngày 14 tháng 6 năm 2000, Quốc vụ viện Cộng hòa Nhân dân Trung Hoa phê chuẩn việc triệt tiêu Hãn Châu địa khu cùng huyện cấp thị Hãn Châu thị để thiết lập địa cấp thị Hãn Châu.

## Các đơn vị hành chính
Địa cấp thị Hãn Châu quản lý 14 đơn vị hành chính gồm 1 quận, 1 thành phố cấp huyện và 12 huyện:
- Quận Hãn Phủ (忻府区)
- Thành phố cấp huyện Nguyên Bình (原平市)
- Huyện Đại (代县)
- Huyện Thần Trì (神池县)
- Huyện Ngũ Trại (五寨县)
- Huyện Ngũ Đài (五台县)
- Huyện Thiên Quan (偏关县)
- Huyện Ninh Vũ (宁武县)
- Huyện Tĩnh Lạc (静乐县)
- Huyện Phồn Trì (繁峙县)
- Huyện Hà Khúc (河曲县)
- Huyện Bảo Đức (保德县)
- Huyện Định Tương (定襄县)
- Huyện Khả Lam (岢岚县)

## Phong cảnh

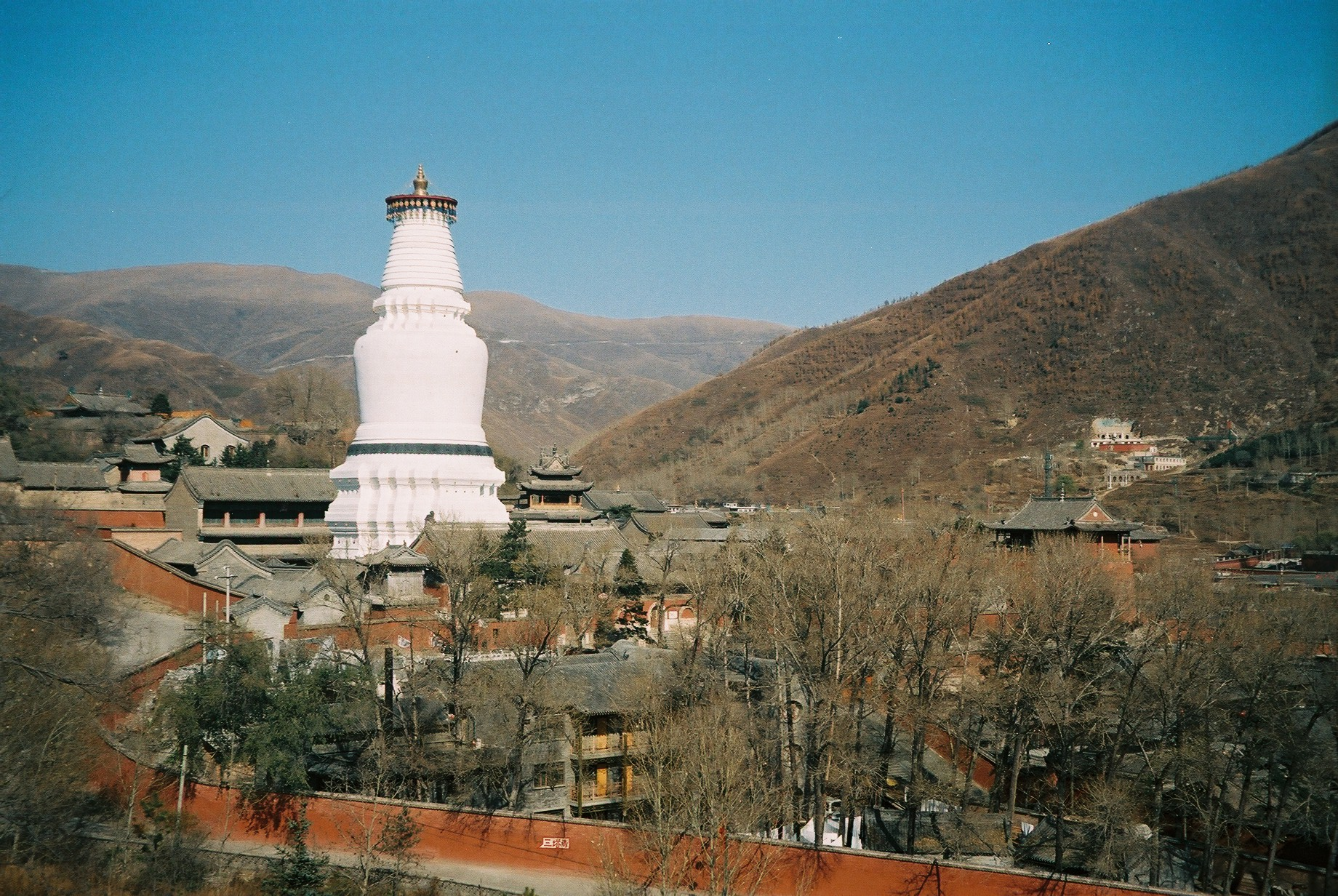
Một phong cảnh ở Hãn Châu